# Carlo von Erlanger
Carlo von Erlanger (Nieder-Ingelheim, 5 de septiembre de 1872-Salzburgo, 4 de septiembre de 1904) fue un ornitólogo y explorador alemán de África.

## Biografía
Era el hijo menor del banquero Wilhelm Hermann Carl von Erlanger y su esposa Caroline, de soltera Bernus. Desde 1891 Erlanger estudió ornitología en la Universidad de Lausana. Fue durante esta época cuando se embarcó en su primera expedición al norte de África, que lo llevó a través del desierto tunecino durante cuatro meses. Tras su regreso, von Erlanger profundizó sus estudios en Cambridge y Berlín.
En el invierno de 1896/1897 emprendió una segunda expedición al norte de África. 
En 1899, se embarcó en un viaje de dos años a través de Somalilandia y el sur de Etiopía junto a su colega Oscar Neumann. Desde Zeila, en el golfo de Adén, fueron a Addis Abeba. Aquí sus caminos se separaron y Neumann partió solo hacia Shoa para encontrar una nueva ruta hacia Sudán. Erlanger se decidió por la ruta hacia el lago Rofolfo. Durante sus exploraciones, lograron aclarar los informes de exploradores anteriores y reunieron numerosos especímenes zoológicos.
Erlanger murió en un accidente automovilístico en Salzburgo, un día antes de cumplir los 32 años.
En 1917, su madre dividió la colección de Erlanger. El Museo Senckenberg de Historia Natural recibió una gran parte. Otra parte se destinó a la ciudad de Nieder-Ingelheim, que aprovechó la oportunidad para abrir su primer museo.

## Honores

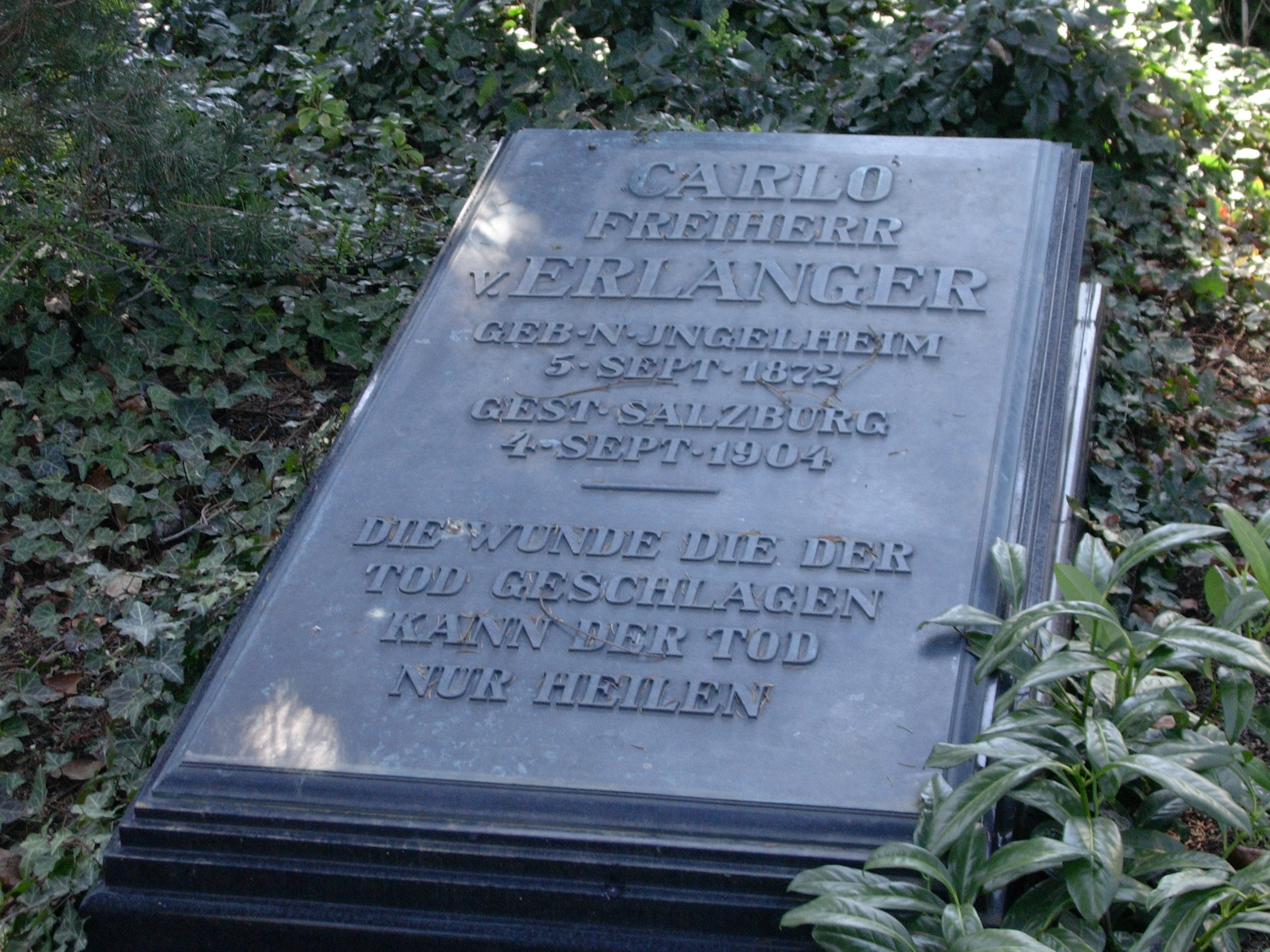
Tumba de Carlo von Erlanger, en el cementerio de Nieder-Ingelheim

Se le acredita el nombramiento de 40 nuevos taxones ornitológicos, y tiene varias especies zoológicas que llevan su nombre, como por ejemplo:
- Terrera de Erlanger, Calandrella erlangeri
- Ptychadena erlangeri ; una rana etíope.
- Boubou Somalí, "Laniarius erlangeri"
- Erlanger’s gazelle, "Gazella erlangeri"

Su nombre también está asociado con la subespecie Madoqua saltiana erlangeri.

## Trabajos escritos
- Eine ornithologische Forschungsreise durch Tunesien (1898)
- Meine Reise durch Sud-Schoa, Galla und die Somal-Lander (1902)
- Forschungsreise durch Sud-Schoa, Galla und die Somali-lander. Beitrage zur vogelfauna Nordostafrikas, mit besonderer berucksichtigung der zoogeographie

## Abreviatura (zoología)
La abreviatura Erlanger  se emplea para indicar a Carlo von Erlanger como autoridad en la descripción y taxonomía en zoología.